# 重沟镇
重沟镇是中国山东省临沂市河东区下辖的一个镇。

## 行政区划
重沟镇下辖堰上村、西重沟村、东重沟村、后相庄村、中相庄村、东相庄村、前相庄村、刘田庄村、中田庄村、大三官庙村、前田庄村、天齐庙村、北重沟村、玉皇庙村、庙前村、东孙家庄村、秋干园村、李家湖村、万家湖村、石家村、陈家村、官路村、伏庄村、新集子村、石桥头村、后黄庙村、密家村、刘黄庙村、高黄庙村、张家坊头村、吴家坊头村、王家坊头村、前黄庙村、马官庄村、田庄村。